# Wilhelm Hamilton
Ej att förväxla med infanteriofficeren William Hamilton (1854-1931).
Hugo Wilhelm Hamilton, född den 6 juli 1859 i Nedre Ulleruds socken, Värmlands län, död den 19 april 1919 i Karlskrona, var en svensk greve och sjömilitär. Han var son till Gustaf Hamilton och tillhörde ätten Hamilton.
Hamilton blev underlöjtnant vid flottan 1881, löjtnant 1885 och kapten 1891. Han blev ordonnansofficer hos kronprinsen 1888 och adjutant 1891. Hamilton var adjutant hos kommendanten vid flottans station i Stockholm 1894–1896. Han befordrades till kommendörkapten av andra graden 1902, av första graden 1907 och till kommendör 1911. Hamilton var chef för skeppsgossekåren 1904–1908, chef för Sjökrigshögskolan 1909–1912 och därefter chef för underofficers- och sjömanskårerna vid flottans station i Karlskrona. Han blev adjutant hos kungen 1908 och överadjutant 1911. Hamilton invaldes som ledamot av Örlogsmannasällskapet 1899 och av Krigsvetenskapsakademiens andra klass 1909. Han blev riddare av Svärdsorden 1901, kommendör av andra klassen av samma orden 1914 och kommendör av första klassen 1918.